# La Tasse de chocolat
La Tasse de chocolat est un tableau réalisé par le peintre français Auguste Renoir en 1877-1878. Cette huile sur toile impressionniste est le portrait d'une jeune femme tenant une cuillère dans une tasse de chocolat chaud posée à côté d'un vase de roses. L'œuvre est montrée au public lors du Salon de peinture et de sculpture, en 1878 à Paris, sous le titre de Café. Elle fait partie depuis 2022 des collections du Louvre Abou Dabi, à Abou Dabi, aux Émirats arabes unis.